# Anna Marly
Anna Marly (oroszul: Анна Юрьевна Смирнова-Марли; születési nevén: Анна Юрьевна Бетулинская) (Petrográd, 1917. október 30. – Palmer (Alaszka), 2006. február 15.), orosz származású francia énekesnő, dalszerző.
Anna Marlyt a Partizándala tette ismertté, ami a francia ellenállási mozgalom himnuszává vált, és a második világháborút követően komolyan felmerült az is, hogy Franciaország hivatalos himnusza legyen.
Ön a tehetségét Franciaország fegyverévé tette.
Apja orosz arisztokrata volt, édesanyja görög-orosz eredetű nemesi családból származott. A forradalmi viharban apját kivégezték, amikor Anna még egyéves sem volt. A család megmaradt tagjai a finn határon keresztül elhagyták Oroszországot és Franciaországba menekültek.
Anna Marly Monte-Carlóban balett-táncosnő lett, ugyanakkor Szergej Prokofjevtől zenét tanult. Tizenhét éves korában saját műveivel kezdett fellépni a párizsi Shéhérazade kabaréban. Mivel orosz neve kiejthetetlen volt, ekkor fölvette a Marly művésznevet. 1937-ben emigráns orosz szépségkirálynővé választotta egy olyan zsűri, amelynek például Nyemirovics-Dancsenko is tagja volt.
1940-ben – Franciaország német megszállását követően – holland férjével Londonba távoztak. Emmanuel d’Astier de La Vigerie, az ellenállási mozgalom egy jelentős tagja hallotta a partizándal eredeti változatát oroszul, és megkérte Joseph Kesselt és unokaöccsét, Maurice Druont, akik akkor vele voltak, hogy írjanak a dalhoz francia szöveget. A dal azonnal ismertté vált, az orosz eredeti viszont csak évekkel később.
Közben Anny Marly a szövetséges katonák előtt rendszeresen fellépett dalaival.
Férjétől elvált, majd összeházasodott egy orosz emigránssal, akivel Dél-Amerikában ismerkedett meg. Később az Egyesült Államokba költöztek, és amerikai állampolgár lett.
Franciaország felszabadulásának évfordulóján, 1985-ben a Francia Köztársaság Becsületrendjével tüntették ki.
A partizándalt például Édith Piaf, Leonard Cohen, Yves Montand, Joan Baez is előadta.
A legendás dal mellett mintegy 300 más dal szerzője volt.

## Fordítás
- Ez a szócikk részben vagy egészben  a(z)   Марли, Анна Юрьевна című orosz Wikipédia-szócikk ezen változatának fordításán alapul.  Az eredeti cikk szerkesztőit annak laptörténete sorolja fel. Ez a jelzés csupán a megfogalmazás eredetét és a szerzői jogokat jelzi, nem szolgál a cikkben szereplő információk forrásmegjelöléseként.